# Merley
Merley – wieś w Anglii, w hrabstwie ceremonialnym Dorset, w dystrykcie (unitary authority) Bournemouth, Christchurch and Poole. Leży 35 km na wschód od miasta Dorchester i 152 km na południowy zachód od Londynu.